# Acalypha vermifera
Acalypha vermifera är en törelväxtart som beskrevs av Henry Hurd Rusby. Acalypha vermifera ingår i släktet akalyfor, och familjen törelväxter. Inga underarter finns listade i Catalogue of Life.